# استان دمشق
استان دمشق  (به عربی:  محافظة دمشق)، نام استانی در کشور جمهوری عربی سوریه است. استان دمشق  دقیقاً همان شهر دمشق است.
در سال ۱۹۸۷ میلادی شهر دمشق به تنهایی به عنوان یک استان مستقل و جدید شناخته شد. تمامی مناطق واقع در پیرامون شهر دمشق در تابعیت یک استان مستقل و مجزا به نام استان ریف دمشق قرار گرفت.

## تاریخچه
شهر دمشق پایتخت سیاسی کشور سوریه است و یکی از قدیمی‌ترین پایتخت‌های دنیاست. 
در قرن سوم قبل از میلاد دمشق یکی از مهم‌ترین مراکزِ علوم و فنون آن دوران بود، و در سال ۶۶۱ میلادی دمشق پایتخت دولت اسلامی دوران بنی‌امیه شد.
دمشق زمانی نیز پایتخت صلاح الدین ایوبی (قهرمان مسلمانان در جنگهای صلیبی) بوده است.

## جمعیت
جمعیت استان دمشق که همان شهر دمشق به حساب می آید در سال ۲۰۰۹ میلادی، برابر با ۱٬۷۱۱٬۰۰۰ نفر تخمین زده شده است.
این استان کوچک‌ترین استان سوریه است و به علت مساحت کم آن در نتیجه تراکم جمعیت نسبتاً بالایی دارد.
اکثریت جمعیت دمشق مسلمانان سنی با جمعیتی بالغ بر 87% مردم را تشکیل می دهند.اقلیت های مسیحی و شیعیان علوی هم در این استان زندگی میکنند.

## جغرافیا
استان دمشق در نزدیکی رشته کوه جبال لبنان الشرقیة، و در کرانهٔ جنوبی نهر بردی واقع شده‌است.